# Liparis flavescens
Liparis flavescens är en orkidéart som först beskrevs av Louis Marie Aubert Du Petit-Thouars, och fick sitt nu gällande namn av John Lindley. Liparis flavescens ingår i släktet gulyxnen, och familjen orkidéer. Inga underarter finns listade i Catalogue of Life.